# Даври
Даври (фр. Davrey) насеље је и општина у североисточној Француској у региону Шампањ-Арден, у департману Об која припада префектури Троа.
По подацима из 2011. године у општини је живело 265 становника, а густина насељености је износила 27,43 становника/km². Општина се простире на површини од 9,66 km². Налази се на средњој надморској висини од 125 метара.

## Демографија
| 1962. | 1968. | 1975. | 1982. | 1990. | 1999. | 2011. |
| ----- | ----- | ----- | ----- | ----- | ----- | ----- |
| 277   | 283   | 255   | 241   | 220   | 235   | 265   |

График промене броја становника у току последњих година